# Isola Dovarese
Isola Dovarese – miejscowość i gmina we Włoszech, w regionie Lombardia, w prowincji Cremona.
Według danych na rok 2004 gminę zamieszkuje 1241 osób, 137,9 os./km².